# Rejon żukowski (obwód briański)
Rejon żukowski (ros. Жуковский район) – jednostka administracyjna wchodząca w skład Obwodu briańskiego w Rosji.
Centrum administracyjnym rejonu jest miasto Żukowka, a najważniejsze jego rzeki to Desna i jej lewy dopływ Wietma. W granicach rejonu usytuowane są miejscowości (centra administracyjne wiejskich osiedli): Griszina Słoboda, Nikolskaja Słoboda, Kryżino, Letoszniki, Owstug, Rżanica, Trosna, Pietuchowka, Szamordino.